# Rafael Raga
Rafael Raga Montesinos (Valencia, España, 8 de diciembre de 1910 - Valencia, 17 de febrero de 1985) fue un cartelista , artista fallero y artista gráfico español.

## Biografía
Nacido en el barrio de Ruzafa, comenzó a trabajar como aprendiz de decoraciones y en diversos trabajos de diseño de muebles en 1924 mientras estudiaba en la Escuela de Artes y Oficios y, desde 1927, en la Real Academia de San Carlos, donde entró en contacto con el círculo de Josep Renau Berenguer. En 1927 pintó su primer cartel, para la película Napoleón de Abel Gance.
Con la llegada de la II República Española crea la peña El Sifón junto con otros cartelistas valencianos. De esta época es El cartel del Farol, para las Fallas en 1932. y de las películas de Cifesa La verbena de la Paloma y El cura de la aldea.
Militante de la UGT, durante la guerra civil española ingresó en los servicios de propaganda de la Segunda República Española, trabajando en el taller de Artes Gráficas de la Alianza de Intelectuales Antifascistas de su ciudad. Tras el final de la contienda fue detenido y encarcelado en la prisión valenciana de Portacoeli, juzgado y condenado a muerte, pena conmutada pero que no le libró de permanecer en prisiones y campos de trabajos forzosos durante tres años. Tras su periplo carcelario, y teniendo que cambiar de seudónimo trabajó para empresas de cartelismo cinematográfico, tareas que dejó en 1968 para dar clases de dibujo en la Escuela de Artes y Oficios de Valencia. Una de sus últimas aportaciones fue ilustrar el catálogo de la exposición que sobre la guerra civil española organizó la Consejería de Cultura de la Generalidad Valenciana. Falleció, tras una repentina enfermedad, a los 74 años de edad.
Sus trabajos siguen el estilo de Renau, con un modelado más colorista y comercial.
En Valencia tiene dedicada una calle con el nombre de «Passatge del Cartelista Rafael Raga».